# Channallabes apus
Channallabes apus és una espècie de peix de la família dels clàrids i de l'ordre dels siluriformes.

## Morfologia
- Els mascles poden assolir 32,7 cm de longitud total.[1][2]

## Hàbitat
És un peix d'aigua dolça i de clima tropical (22 °C-25 °C).

## Distribució geogràfica
Es troba a Àfrica: conques del riu Kouilou (República del Congo) i del riu Congo (República del Congo, República Democràtica del Congo i Angola).